# Prędkość wylotowa pocisku

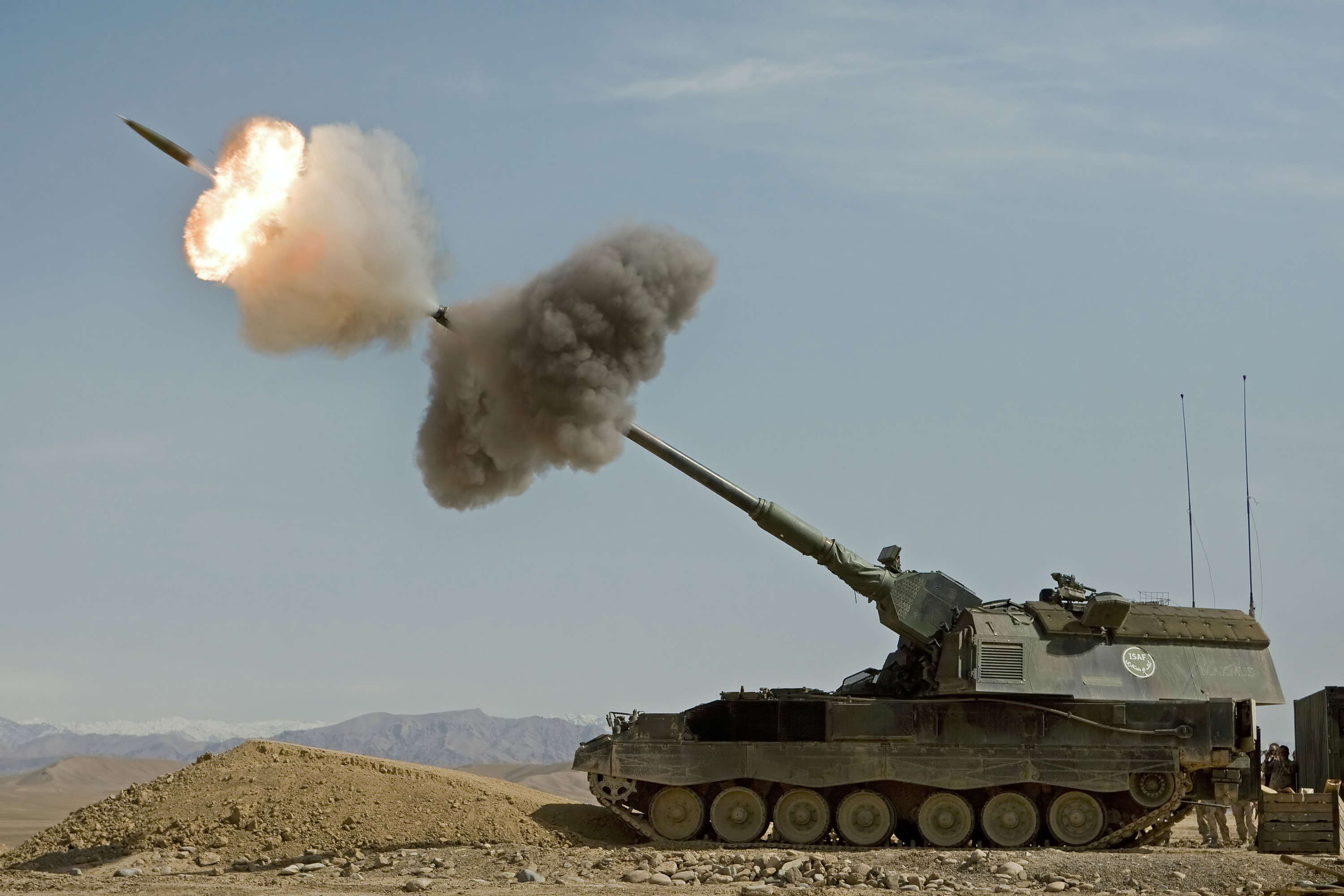
Pociskowi opuszczającemu lufę po wystrzale zostaje nadana prędkość wylotowa

Prędkość wylotowa – prędkość, z jaką pocisk opuszcza lufę po wystrzale. Obliczana jest metodami balistyki wewnętrznej. Mierzy się ją  względem lufy. Jest ok. 1% mniejsza niż prędkość początkowa pocisku.